# IPod touch
L'iPod touch è stato un lettore multimediale dotato di touch screen realizzato da Apple e presentato il 5 settembre 2007. Come gli altri membri della linea iPod consentiva la fruizione di contenuti quali musica e video salvati nella propria libreria tramite iTunes. L'utilizzo di iOS e la presenza di connettività Wi-Fi e Bluetooth lo posizionavano più vicino agli iPhone che agli iPod, offrendo quasi tutte le funzionalità e l'espandibilità dello smartphone, meno la connessione cellulare: iPod touch poteva scattare foto, registrare video, accedere al web e installare applicazioni dall'App Store.
Apple ha venduto oltre 32 milioni di iPod touch alla fine del 2009, diventando così l'iPod più venduto in assoluto. Nel maggio 2022 è stato ritirato dal mercato, segnando il tramonto definitivo della linea iPod.

## Descrizione
La prima generazione (2G) dell'iPod touch, con controllo del volume esterno, altoparlante integrato e la possibilità di collegare un microfono è stata presentata al Keynote Let's Rock il 9 settembre 2008.
Esattamente un anno dopo è stata presentata la terza generazione (3G) di iPod touch con iOS 3.1. La parte estetica rimane quasi invariata, ma vengono apportate lievi ma importanti modifiche hardware che lo rendono più performante rispetto alla versione precedente. Nella versione da 8 GB, le caratteristiche tecniche rimangono invariate: infatti l'iPod touch di terza generazione da 8 GB non è altro che la versione seconda generazione venduta con l'ultimo aggiornamento firmware e un lieve restyling grafico sul retro.
Presentato il 1º settembre 2010 all'evento The Beat Goes On, l'iPod di quarta generazione (4G) è la prima vera versione di iPod touch a subire notevoli cambiamenti sia nel design sia nell'hardware, rispetto al modello precedente.
Viene commercializzato con iOS 4, inizialmente solo in colorazione nera.
Il 4 ottobre 2011, l'iPod touch viene commercializzato anche nella versione bianca oltre che nella versione nera. Quest'ultima versione di iPod però, non ha subito nessun restyling né estetico né all'hardware rispetto al modello precedente. Ma questa versione viene distribuita con iOS 5, tuttavia entrambe le versioni si fermano su iOS 6.1.6. Il prezzo, infine, è stato ribassato a € 199, € 299 e € 399 rispettivamente per le versioni da 8, 32 e 64 GB.
Il 12 settembre 2012 viene presentata la nuova generazione di iPod, compreso appunto, l'iPod touch di quinta generazione (5G). Subisce un rinnovo notevole e viene distribuito in Italia a partire da ottobre, con iOS 6 integrato. Presente solo nei modelli da 32 e 64 GB, costa € 329 il primo e € 439 il secondo. Nella confezione sono presenti le nuove cuffie EarPods, il nuovo cavo Lightning per ricaricarlo (con porta molto più piccola rispetto a quella classica) e un laccetto (denominato iPod touch Loop) per tenere in mano l'iPod in modo più sicuro. Il 30 maggio 2013 esce la versione da 16 GB a € 249.
Il 15 luglio 2015 viene presentato l'iPod Touch di sesta generazione (6G). Presenta cinque nuovi colori, ma nessun restyling nel design e un notevole cambiamento hardware. Viene distribuito da subito in tutto il mondo a € 239 (16 GB), € 289 (32 GB), € 349 (64 GB) e € 469 (128 GB).
Nel 2019 viene rilasciato l'iPod touch di settima generazione (7G).
Nel 2022 Apple ha interrotto la produzione dell'iPod touch e lo ha rimosso dalla lineup dei suoi prodotti.

## Modelli

### Prima generazione
Il 5 settembre 2007, Apple ha presentato una nuova versione del suo iPod, l'iPod touch. L'iPod touch si basa sul concetto dell'iPhone, di cui ricalca le dimensioni, lo stile e le caratteristiche (schermo multi-touch da 3,5").
È disponibile in due formati, da 8 e 16 GB, i cui prezzi sono rispettivamente di € 299 e €399, successivamente viene pubblicata anche la versione da 32 GB. Dispone di un'antenna Wi-Fi, integra Safari, il browser web di casa Apple, e la possibilità di vedere video in streaming da YouTube. Inoltre, grazie al Wi-Fi, si può accedere direttamente all'iTunes Store, un nuovo negozio online Apple per acquistare le canzoni direttamente dal dispositivo. Monta una CPU 1G ARM11 a 412 MHz e una GPU PowerVR MBX Lite. La batteria permette un'autonomia di 22 ore di riproduzione audio e 5 ore di riproduzione video.
A giugno 2008, l'iPod touch ha beneficiato dello stesso aggiornamento al firmware 2.0 dell'iPhone. Il nuovo firmware permette l'installazione di applicazioni di terzi distribuite tramite l'iTunes Store.

### Seconda generazione
Il 9 settembre 2008, poco dopo un anno dalla sua prima presentazione, Steve Jobs ha presentato, all'evento Let's Rock, l'iPod touch di seconda generazione.
Non vengono apportate sostanziali modifiche, viene modificato lievemente solo l'estetica, presentandolo più simile all'iPhone 3G. È stato aggiunto un altoparlante (mono) per ascoltare la musica senza cuffie e due tasti laterali per aumentare o diminuire il volume. Il nuovo iPod touch di seconda generazione era disponibile in tre tagli di memoria: da 8, 16 e 32 GB, i cui prezzi sono rispettivamente di € 219, € 279 e € 379. Monta una CPU 2G ARM11 a 532 MHz e una GPU PowerVR MBX Lite. L'autonomia della batteria è stata migliorata notevolmente, infatti ora permette fino a 36 ore di riproduzione audio e fino a 6 ore di riproduzione video.
Viene inoltre aggiunta, come nell'iPod nano e su iTunes 8, la funzione Genius, che permette di creare playlist automatiche basate sui brani affini a quello attualmente in ascolto.
Un'altra nuova caratteristica di questo iPod è la possibilità di comunicare con il sensore del kit Nike+ senza la necessità di un ricevitore esterno supplementare.
L'iPod touch di seconda generazione si presenta anche come piccolo rivale tra PlayStation Portable e Nintendo DS, infatti il nuovo spot è «iPod touch. L'iPod più divertente.», viste le sue nuove doti per i giochi scaricabili dall'App Store.

### Terza generazione
L'iPod touch di terza generazione viene venduto col firmware 3.1.3, dove non è possibile creare cartelle o modificare lo sfondo della Springboard; diverrà possibile solo dopo aver effettuato l'aggiornamento del software Apple a iOS 4 o successivo.
Per la versione da 8 GB le caratteristiche tecniche rimangono quelle dell'iPod di seconda generazione. L'iPod touch di terza generazione da 8 GB, infatti, non è altro che il suo predecessore venduto con l'ultimo aggiornamento del firmware e un lieve restyling grafico sul retro del lettore musicale. Monta il nuovo processore ARM Cortex-A8 a 833 MHz (bloccato a 600 MHz) e la nuova GPU PowerVR SGX 535. La batteria permette fino a 30 ore di riproduzione audio e fino a 6 ore di riproduzione video.

### Quarta generazione
Il 1º settembre 2010, poco dopo un anno dalla terza generazione, Steve Jobs ha presentato, allo Yerba Buena Center of Arts di San Francisco, l'iPod touch di quarta generazione. È stata aggiunta una fotocamera anteriore e una posteriore in grado di registrare video in alta definizione (720p) e di video-chiamare un altro iPod touch di quarta generazione, un iPhone 4, un iPad di seconda generazione o un computer Mac tramite l'applicazione FaceTime.
Il nuovo iPod touch di quarta generazione originariamente era disponibile in tre formati: da 8, 32 e 64 GB, i cui prezzi erano rispettivamente di € 199, € 289 e € 399. Da settembre 2012, con l'uscita dell'iPod touch di quinta generazione, è stata eliminata la versione da 8 GB, per aggiungere quella da 16 GB e mantenere quella da 32 e 64 GB. Un'altra nuova caratteristica di questo iPod è lo schermo Retina display. Ne è stata fatta successivamente anche una versione bianca. Monta un processore Apple A4 a 800 MHz e una GPU PowerVR SGX. La batteria garantisce un'autonomia di 40 ore di riproduzione audio e di 7 ore di riproduzione video.
La produzione è terminata a maggio 2013, dopo la comparsa sull'Apple Store della nuova versione, l'iPod touch di quinta generazione da 16 GB.

### Quinta generazione
Il 12 settembre 2012 viene presentata una nuova versione dell'iPod touch, dopo due anni senza alcun aggiornamento. Esso subisce notevoli cambiamenti, sia hardware che software. Il nuovo iPod touch ha la parte frontale di colore bianca, mentre il retro, di alluminio anodizzato, è disponibile in 5 colori: ardesia (parte frontale nera), grigio, azzurro, giallo e rosa. Inizialmente era disponibile in due soli formati: 32 e 64 GB.
Le altre novità sono il processore Apple A5 dual-core da 800 MHz (lo stesso dell'iPhone 4S), la fotocamera iSight da 5 megapixel con possibilità di registrare video in Full HD, il flash LED, il nuovo connettore Lightning, videocamera FaceTime HD con registrazione video in HD, display da 4" e uno spessore ridotto. La batteria offre un'autonomia di 40 ore di riproduzione audio e di 8 ore di riproduzione video.
Senza nessuna comunicazione ufficiale, il 30 maggio 2013, Apple ha messo in vendita anche la versione da 16 GB, priva di fotocamera posteriore iSight da 5MP e laccetto Loop e acquistabile solo in colorazione nero e argento.
L'anno dopo, a giugno 2014, questa versione è stata rimossa e Apple ha messo in vendita una versione da 16 GB con le stesse caratteristiche di quelle da 32 e 64 GB.
L'iPod touch di quinta generazione ha terminato la produzione il 15 luglio 2015.

### Sesta generazione
Il 15 luglio 2015 viene messo in vendita l'iPod touch di sesta generazione, a tre anni dal predecessore, senza alcuna comunicazione ufficiale prima del lancio.
Viene distribuito in tutto il mondo nei formati da 16, 32, 64 e 128 GB ed è disponibile in cinque nuovi colori: grigio siderale (con la parte frontale nera), azzurro, oro, rosa e argento. Monta il processore Apple A8, il co-processore di movimento M8 e la GPU GX6450, che sono gli stessi dell'iPhone 6. La batteria offre un'autonomia di 40 ore di riproduzione audio e 8 ore di riproduzione video. La RAM è stata raddoppiata, ora è pari a 1 GB ed è in grado di registrare video in Full HD a 60 fps.
Viene implementata una fotocamera iSight da 8 megapixel e il Bluetooth 4.1.

### Settima generazione
Il 28 maggio 2019 viene messo in vendita l'iPod touch di settima generazione, a quattro anni dal predecessore, senza alcuna comunicazione ufficiale prima del lancio.

## Tabella riassuntiva
| Generazione | Capacità            | Caratteristiche principali | Tipo di carica                   | Connettore | Data di presentazione                             | Prezzo di lancio (EUR)  |
| ----------- | ------------------- | --- | -------------------------------- | ---------- | ------------------------------------------------- | ----------------------- |
| Prima       | 8, 16 e 32 GB       | Un iPod con schermo da 3.5" e con tecnologia Multi-touch simile al primo iPhone. È dotato di connettività Wi-Fi, 802.11b/g. Rimosso dal listino Apple. | USB (FireWire solo per ricarica) | Dock       | 5 settembre 2007                                  | € 299 € 399 € 499       |
| Seconda     | 8, 16 e 32 GB       | Aggiunti speaker, controlli volume laterali, supporto a un microfono esterno e un modulo bluetooth limitato (visibile a partire dal firmware 3.0, prima nascosto e usato solo per il Nike+iPod). È caratterizzato da un nuovo design simile all'iPhone 3G. Rimosso dal listino Apple. | USB                              | Dock       | 9 settembre 2008                                  | € 189 € 279 € 379       |
| Terza       | 32 e 64 GB          | È caratterizzato da un nuovo design simile all'iPhone 3G. Monta un nuovo processore per prestazioni migliorate e incluse nella confezione sono le cuffie con telecomando e microfono integrato. Commercializzato con iOS 3.1. Rimosso dal listino Apple. | USB                              | Dock       | 9 settembre 2009                                  | € 279 € 379             |
| Quarta      | 8, 16, 32 e 64 GB   | È caratterizzato da un nuovo design più sottile (7,2 mm contro gli 8 mm della terza generazione). Monta un nuovo processore (Apple A4), una fotocamera frontale VGA e una posteriore con microfono, in grado di registrazione video in HD (fino a 720p) e geotagging incluso per foto e video. È stato commercializzato con iOS 5. Era disponibile, anche in questo modello, il servizio Nike+. Rimosso dal listino Apple. | USB                              | Dock       | 1º settembre 2010                                 | € 199 € 219 € 269 € 439 |
| Quinta      | 16, 32 e 64 GB      | Notevoli cambiamenti rispetto alla generazione precedente. Lo schermo da 4 pollici, il display IPS, la registrazione di video a 1080p, il chip A5, il supporto per Siri, ecc. L'iPod è ora disponibile, come il Nano e lo Shuffle, in vari colori, tra cui l'argento, il nero, il giallo, il blu, il rosa e il rosso (quest'ultimo, acquistabile solamente presso l'Apple Store, essendo (PRODUCT)RED). Il modello da 16 GB esiste solo in colorazione nera ed è privo di fotocamera posteriore, ma da luglio 2014 è possibile acquistare la versione da 16 GB con le caratteristiche del 32 e 64 GB. Era in vendita con iOS 7. Rimosso dal listino Apple. | USB                              | Lightning  | 12 settembre 2012 30 maggio 2013 (versione 16 GB) | € 209 € 259 € 309       |
| Sesta       | 16, 32, 64 e 128 GB | Nessun cambiamento nel design, ma notevole cambiamento hardware. Monta il processore Apple A8 e il co-processore M8 (gli stessi dell'iPhone 6), fotocamera iSight da 8 MP (quella dell'iPhone 5s) con possibilità di registrare con moviola, nuova Face Time HD (quella dell'iPhone 6), il nuovo Bluetooth 4.1, Wi-Fi ac (quello dell'iPhone 6) ed è disponibile in quattro tagli 16, 32, 64 e 128 GB. Rimosso dal listino Apple. | USB                              | Lightning  | 15 luglio 2015                                    | € 239 € 289 € 349 € 469 |
| Settima     | 32, 128 e 256 GB    | Nessun cambiamento nel design, ma notevole cambiamento hardware. Monta il processore Apple A10 Fusion e il co-processore M10 | USB                              | Lightning  | 28 maggio 2019                                    | € 249 € 359 € 469       |

## Software
La SpringBoard è l'interfaccia principale dell'iPod touch, la stessa dell'iPhone e dell'iPad.
Oltre ai programmi preinstallati, è possibile installare altre applicazioni dall'App Store, le quali si aggiungono alla Springboard, creando man mano nuove pagine, ognuna contenente un massimo di 16 applicazioni. Da iOS 4 è possibile creare cartelle che possono contenere fino a 12 applicazioni.
La fotocamera è in grado, come nel caso dei dispositivi iPhone e iPad, di scansionare un codice QR. Per usare questa funzione, basta aprire l'applicazione, inquadrare il QR code e automaticamente apparirà sullo schermo una notifica per aprire il link associato al QR code.

## Critiche
Nonostante la parentela molto stretta con l'iPhone, l'iPod touch è stato inizialmente criticato per la mancanza di alcune funzioni che non sono state inserite da Apple sul riproduttore musicale, funzioni che comunque Apple ha aggiunto in seguito, se non tramite applicazioni di terze parti.
Un'altra critica degli utenti riguardava l'impossibilità di regolare il volume sfruttando pulsanti che permettano l'utilizzo quando il dispositivo è in tasca (come avviene con due tasti reali sull'iPhone). Per ovviare in parte a questo problema, sull'iPod touch Apple ha previsto in un primo tempo una funzione di doppio click sul tasto Home che fa apparire immediatamente i comandi iPod in video durante la visualizzazione di altre applicazioni; nel secondo modello, questo problema è stato risolto definitivamente aggiungendo i tasti per la regolazione del volume sul lato sinistro del lettore. Inoltre, alcune cuffie particolari (come per esempio le EarPods, in dotazione con l'iPhone) hanno uno speciale pulsante con microfono incorporato, che premuto una volta permette di dare play/pausa, premuto due volte di fila permette di passare alla canzone successiva e premuto tre volte di fila permette di passare alla canzone precedente.
Subito dopo la prima uscita del dispositivo sul mercato, venne riscontrato un difetto video che talvolta pregiudicava la visione dei toni del nero sul display. Il difetto pareva affliggere solo alcuni iPod touch prodotti nelle settimane 36 e 37 e identificabili con i numeri di serie inizianti con 9C736 e 9C737. Per correggere il problema, Apple ha comunque pubblicato subito un aggiornamento per il dispositivo, immediatamente dopo il lancio sul mercato di quest'ultimo.

## Spot
Lo spot pubblicitario del lettore pone l'accento sull'interfaccia tattile. La colonna sonora è Music is my hot, hot sex del gruppo brasiliano Cansei de Ser Sexy.
Una prima versione dello spot è stata realizzata con metodi amatoriali da un acquirente che lo ha pubblicato su YouTube. Un responsabile della campagna pubblicitaria Apple per l'iPod touch ne è arrivato a conoscenza e, contattando l'autore, ha predisposto la realizzazione di una versione dello spot con mezzi professionali, al fine di utilizzarla per la pubblicità ufficiale.